# Rouillon
Rouillon är en kommun i departementet Sarthe i regionen Pays de la Loire i nordvästra Frankrike. Kommunen ligger i kantonen Allonnes som tillhör arrondissementet Le Mans. År 2022 hade Rouillon 2 352 invånare.

## Befolkningsutveckling
Antalet invånare i kommunen Rouillon
| Referens: INSEE |